# Jisna Mathew
Jisna Mathew (* 7. Januar 1999 in Alakode, Kerala) ist eine indische Leichtathletin, welche sich auf den 400-Meter-Lauf spezialisiert hat. Sie startet zudem auch in der 4-mal-400-Meter-Staffel und wurde 2025 in Gumi Asienmeisterin.

## Sportliche Laufbahn
Erste internationale Erfahrungen sammelte Jisna Mathew 2015 bei den Jugendasienmeisterschaften in Doha, bei denen sie in 53,84 s die Silbermedaille hinter der Bahrainerin Salwa Eid Naser gewann. Anschließend nahm sie mit der indischen 4-mal-400-Meter-Staffel an den Asienmeisterschaften in Wuhan teil und gewann dort in 3:33,81 min die Silbermedaille hinter dem Team aus China. Sie erhielt damit auch einen Startplatz in der Staffel für die Weltmeisterschaften im Nationalstadion in Peking und startete gemeinsam mit Tintu Lukka, M. R. Poovamma und Debashree Mazumdar. Trotz Saisonbestleistung von 3:29,08 min schied die Staffel im Vorlauf aus. Anschließend gewann sie bei den Commonwealth Youth Games in Apia in 53,14 s die Silbermedaille über 400 Meter. Im Jahr darauf siegte sie bei den Juniorenasienmeisterschaften in der Ho-Chi-Minh-Stadt in 53,85 s über 400 Meter sowie in 3:43,57 min auch mit der Staffel. Sie qualifizierte sich damit für die U20-Weltmeisterschaften in Bydgoszcz, bei denen sie im Einzelbewerb im Vorlauf disqualifiziert wurde und mit der Staffel mit 3:45,07 min in der Vorrunde ausschied. 2017 siegte sie bei den Asienmeisterschaften in Bhubaneswar in 3:31,34 min die Goldmedaille und sicherte sich in 53,32 s die Bronzemedaille über 400 Meter hinter ihrer Landsfrau Nirmala Sheoran und Quách Thị Lan aus Vietnam. Ihre Landsfrau Sheoran wurde nachträglich des Dopings überführt und somit verlor auch Mathew die Goldmedaille im Staffelbewerb und rückte über 400 Meter auf den Silberrang vor. Mit der Staffel nahm sie daraufhin erneut an den Weltmeisterschaften im London Stadium gemeinsam mit M. R. Poovamma, Nirmala Sheoran und Anilda Thomas teil und schied im Vorlauf durch Disqualifikation aus. Im Jahr darauf siegte sie erneut bei den Juniorenasienmeisterschaften in Gifu in 53,26 s und gewann mit der Staffel in 3:41,11 min die Silbermedaille hinter den Japanerinnen. Zudem sicherte sie sich in 24,48 s die Bronzemedaille im 200-Meter-Lauf. Bei den U20-Weltmeisterschaften in Tampere gelangte sie im Einzelbewerb bis in das Halbfinale und schied dort mit 53,86 s aus. Mit der Staffel gelangte sie in 3:39,10 min aber nicht bis in das Finale. 2019 erreichte sie bei den Weltmeisterschaften in Doha in der Mixed-Staffel das Finale und belegte dort in 3:15,77 min den siebten Platz. Mit der Frauenstaffel schied sie hingegen mit 3:29,42 min im Vorlauf aus. 
2025 siegte sie bei den Asienmeisterschaften in Gumi in 3:34,18 min in der 4-mal-400-Meter-Staffel gemeinsam mit Rupal Chaudhary, Rajitha Kunja und Subha Venkatesan.
2021 wurde Mathew indische Meisterin in der 4-mal-400-Meter-Staffel.

## Persönliche Bestleistungen
- 200 Meter: 23,98 s, 16. Dezember 2017 in Mangalagiri
- 400 Meter: 52,65 s, 15. Mai 2017 in Neu-Delhi